# Корніївка (Броварський район)

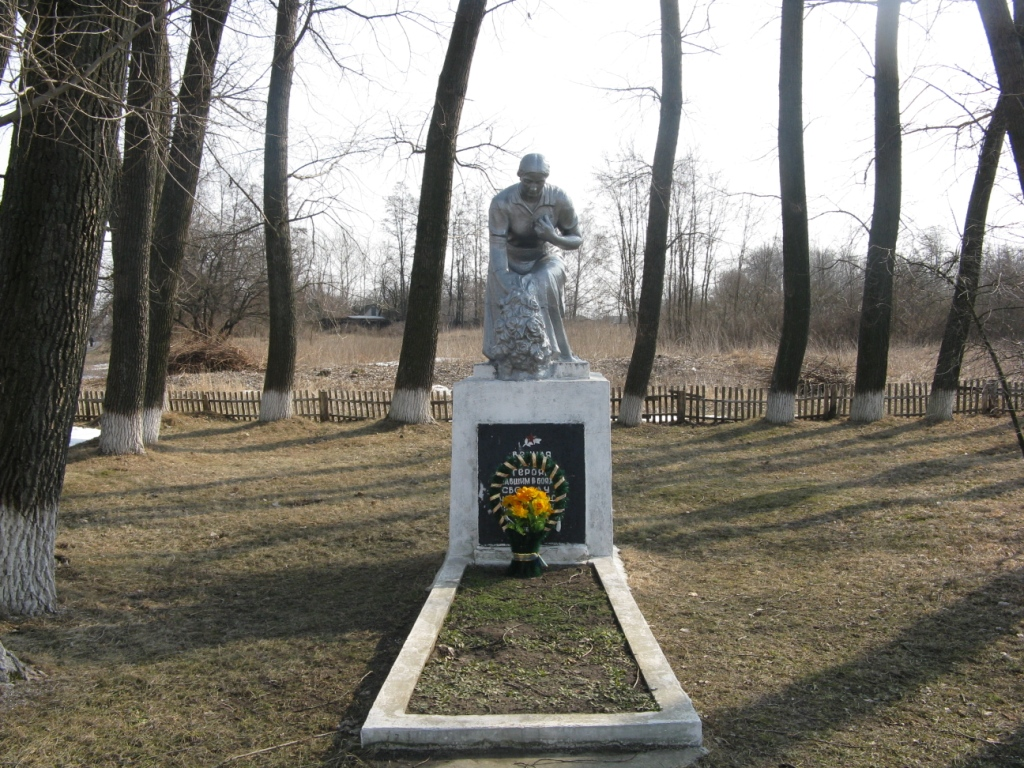
Пам'ятник воїнам загиблим у Другій світовій війні.

Корні́ївка — село у Баришівській селищній громаді Броварського району Київської області. Населення — 1,1 тис. осіб.
У центрі села розташований пам'ятник воїнам загиблим у Другій світовій війні

## Історія
У переписній книзі Малоросійського приказу (1666) згадується село Корнѣево. У ньому було 13 дворів: у 11 дворах було 17 волів та 7 коней, 1 двір був "ґрунтовим" (без орної худоби), 1 двір — "бобильським" (без землі). Усіх 13 чоловіків названо поіменно.
З 1756 року є церква св.Миколая
Є на мапі 1787 року
1910 року - село Лехнівської волості Переяславського повіту Полтавської губернії, 290 господарств, 1577 мешканців разом з найманими робітниками.
Село постраждало від Голодомору 1932-1933 років, геноциду, проведеного радянською владою. За вцілілими архівними даними з 14 серпня 1933 року по 19 грудня 1933 року в селі померло 20 жителів, з них 4 дитини. Очевидці Голодомору – старожили села свідчать, що протягом 1932-33 років у Корніївці померло від голоду більше сотні жителів.
До 12 червня 2020 року було центром Корніївської сільської ради.

## Населення
Згідно з переписом УРСР 1989 року чисельність наявного населення села становила 524 особи, з яких 219 чоловіків та 305 жінок.
За переписом населення України 2001 року в селі мешкали 1104 особи.

### Мова
Розподіл населення за рідною мовою за даними перепису 2001 року:
| Мова       | Відсоток |
| ---------- | -------- |
| українська | 99,21 %  |
| російська  | 0,79 %   |